# اورنیاک (باشقیرستان)
اورنیاک (به لاتین: Urnyak) یک منطقهٔ مسکونی در روسیه است که در باشقیرستان واقع شده‌است.